# Полубинский, Александр Александрович
Князь Александр Александрович Полубинский (? — 1616) — государственный деятель Речи Посполитой, державец вилькийский (1586—1616) и подкоморий лидский (1603—1616).

## Биография
Представитель литовского княжеского рода Полубинских герба «Ястржембец». Сын каштеляна новогрудского, князя Александра Ивановича Полубинского (ум. до 1608) и княжны Софии Юрьевны Гольшанской-Дубровицкой.
В 1579 году князь Александр Полубинский учился в иезуитском коллегиуме в Вильно.
В сентябре 1586 года Александр получил во владение от своего отца Александра Ивановича Полубинского должность державца вилькийского. 6 февраля 1588 года польский король своим указом подтвердил за князем А. А. Полубинским владение державой вилькийской.
В 1601 году князь Александр Полубинский упоминается вместе с отцом Александром Полубинским, когда последний отписал Деречинской церкви участок земли и десятую часть доходов.
В 1603 году князь А. А. Полубинский получает звание подкомория лидского. В 1609 году он ведет тяжбу с неким Шеметом по поводу колокола из своего Иванковского имения. В том же году князь Александр Полубинский приобрёл у каштеляна новогрудского Самуила Воловича и его жены Гальши Сапеги принадлежавшую им часть усадьбы Деречин. В 1612 году он делает дарственную запись на Деречинскую церковь.
В 1616 году подкоморий лидский, князь Александр Александрович Полубинский, скончался. 30 октября того же года должность державца вилькийского была передана князю Александру Головчинскому.

## Семья
Был женат на Анне Алемения, от брака с которой имел двух сыновей и трёх дочерей:
- Александр Полубинский (ум. 1618)
- Константин Полубинский (ум. 1640), маршалок слонимский (1621—1625), каштелян мстиславский (1625—1633) и воевода перновский (1633—1640)
- Анна Полубинская, жена судьи земского лидского Самуила Кунцевича
- Аврелия Полубинская, жена старосты зигвульского Томаша Шклинского
- Клара Полубинская, монахиня в монастыре Святого Франциска, с 1633 года — настоятельница монастыря Пресвятой Девы Марии при соборе Всех Святых в Минске.